# Movimento de base
Um movimento de base é aquele que utiliza as pessoas de um determinado distrito, região ou comunidade como base para um movimento político ou econômico. Os movimentos e organizações de base utilizam a ação coletiva a nível local para implementar mudanças a nível local, regional, nacional ou internacional. Os movimentos de base estão associados à tomada de decisões de baixo para cima, e não de cima para baixo, e são por vezes considerados mais naturais ou espontâneos do que as estruturas de poder mais tradicionais.
Utilizando a auto-organização, incentivam os membros da comunidade a contribuir, assumindo responsabilidades e ações pela sua comunidade. Os movimentos populares utilizam uma variedade de estratégias, desde a angariação de fundos e o registo de eleitores até ao simples incentivo ao diálogo político. Seus objetivos específicos variam e mudam, mas são consistentes no seu foco no aumento da participação das massas na política.Podem começar tão pequenos e a nível local, mas a política de base, como Cornel West afirma, é necessária para moldar a política progressista, uma vez que chama a atenção do público para as preocupações políticas regionais.
A ideia de base é frequentemente confundida com democracia participativa. A Declaração de Port Huron, um manifesto que busca uma sociedade mais democrática, diz que para criar uma sociedade mais equitativa, "as bases da sociedade americana" precisam ser a base dos direitos civis e dos movimentos de reforma econômica. Os termos podem ser distinguidos porque a base refere-se frequentemente a um movimento ou organização específica, enquanto a democracia participativa se refere ao sistema mais amplo de governação.